# Витончене мистецтво забивати на все
Витончене мистецтво забивати на все: Нестандартний підхід до проблем (англ. The Subtle Art of Not Giving a F*ck: A Counterintuitive Approach to Living a Good Life) — друга книга блогера, автора і підприємця Марка Менсона, вперше опублікована у вересні 2016 року американським підрозділом видавництва HarperCollins Publishers. На початок 2018 року загальний світовий наклад книги склав понад 2 мільйони екземплярів. Українською мовою її було перекладено та опубліковано 2018 року видавництвом «Наш формат» (перекладач — Антоніна Ящук).

## Огляд книги
За тематикою «Витончене мистецтво забивати на все» можна віднести до посібників із саморозвитку та мотивації, хоча насправді являє собою критичну реакцію на принципи, закладені в більшості подібних книг. Основна ідея полягає в тому, що всі ті установки, які десятиліттями пропагувалися «майстрами особистісного росту», для більшості людей не мають ніякого практичного значення. Заклики до «позитивного мислення», на думку Менсона, не тільки не приносять користі, а й шкодять, змушуючи людину відчувати себе ще більш нещасним. У той час, як боротьба за життя надає їй більше сенсу, ніж постійне прагнення бути щасливим. Як доказ автор наводить аргументи, підтверджені цитатами видатних письменників, філософів, академічними дослідженнями, так і власним життєвим досвідом, і радить пізнати свої обмеження і просто прийняти їх.
|               | Існує так багато речей, якім ми можемо дати f***k, тому нам потрібно з'ясувати, які з них дійсно мають значення ... Хоча гроші це добре, турбота про те, що ви робите з вашим життям, краще, тому що справжнє багатство — це досвід. |
| — Марк Менсон | |

Як стверджує Менсон, як тільки ми зможемо прийняти свої страхи, недоліки та невизначеності, як тільки ми перестанемо уникати невдач і почнемо стикатися з хворобливими істинами, тільки тоді ми почнемо знаходити мужність, наполегливість, чесність, відповідальність, цікавість і прощення, які так шукаємо.

## Визнання та критика
Вперше з'явившись на полицях книжкових магазинів 13 вересня 2016 року, книга всього за тиждень стала бестселером, зайнявши 6-е місце в списку «The New York Times». Вона отримала значну кількість позитивних відгуків у пресі, блогах і соціальних мережах. Через два тижні книга потрапила в список бестселерів «Washington Post» в категорії нехудожньої літератури. За результатами продажів 2017 року на Amazon.com книга займає 4-е місце за популярністю.
Однак, поряд з безліччю позитивних відгуків, книга отримала досить сильну негативну реакцію з боку супротивників ненормативної лексики, яка є «фірмовим стилем» Марка Менсона.

## Переклади українською
- Менсон, Марк. Витончене мистецтво забивати на все. Нестандартний підхід до проблем / пер. Антоніна Ящук. — К. : Наш Формат, 2018. — С. 160. — ISBN 978-617-7552-24-5.